# 岡山市立犬島自然の家
岡山市立犬島自然の家は、犬島（岡山県岡山市東区犬島）にある社会教育施設。旧犬島学園の跡地に建設され、1999年（平成11年）4月18日に開所した。豊かな自然のなかで、シーカヤックや望遠鏡による天体観測などを体験することができる。また、宿泊も可能で、青少年の学習研修や個人の旅行にも使用できる。

## 施設
旧犬島小学校、中学校跡を利用した施設で、最大50人まで宿泊可能である。自然・文化体験を行うための設備が整えられている。

### 宿泊棟
11人部屋　
和室2部屋
6人部屋　
1部屋
4人部屋　
2部屋
2人部屋　
2部屋

### 交流管理棟
風呂
シャワー
ロビー
天体講習室
最大80人収容可能
食堂・厨房
最大60人収容可能で、原則自炊である。厨房には調理道具があり、自炊のために利用することができる。
休憩室
くつろぎのスペースとして開放されている
宿泊部屋
2人部屋　5部屋

### 学習棟
現在でも旧犬島中学校跡の木造校舎を利用している。
最大30人収容可能な研修室や犬島に関する展示室がある。

### 天体観測棟
20センチメートル屈折クーデ望遠鏡や40センチメートルシュミットカセグレン反射望遠鏡、その他にも天体観測用の望遠鏡、双眼鏡があり、利用可能となっている。

## 犬島学園

### 犬島幼稚園
沿革は以下の通り。
- 1943年（昭和18年）1月-朝日村立犬島小学校付設の幼稚園として設置。
- 1955年（昭和30年）4月-西大寺市立犬島幼稚園と改称。園児数は最多の34人となる。
- 1969年（昭和44年）2月-岡山市立犬島幼稚園と改称。
- 1987年（昭和62年）3月-休園。
- 1991年（平成3年）3月-閉園。

### 犬島小学校
沿革は以下の通り。
- 1901年（明治34年）5月-朝日尋常小学校分教場として創立。
- 1943年（昭和24年）4月-児童数は最多の165人となる。
- 1941年（昭和16年）4月-犬島国民学校と改称。
- 1947年（昭和22年）4月-朝日村立犬島小学校と改称。
- 1955年（昭和30年）4月-西大寺市立犬島小学校と改称。
- 1969年（昭和44年）2月-岡山市立犬島小学校と改称。
- 1989年（平成1年）3月-休校。
- 1991年（平成3年）- 閉校。

### 犬島中学校
沿革は以下の通り。
- 1947年（昭和22年）3月-岡山県邑久郡幸島村、朝日村、大宮村、太伯村学校組合立山南中学校分校として犬島小学校内に設立。
- 1947年（昭和22年）4月-開校。生徒数32人。
- 1953年（昭和28年）2月-岡山県西大寺市、朝日村、大宮村学校組合立山南中学校犬島分校と改称。
- 1955年（昭和30年）4月-岡山県西大寺市、大宮村学校組合立山南中学校犬島分校と改称。生徒数は最多の80人となる。
- 1956年（昭和31年）4月-西大寺市立犬島中学校となる。
- 1969年（昭和44年）2月-岡山市立犬島中学校と改称。
- 1991年（平成3年）3月-閉校。生徒数2人。

## ギャラリー

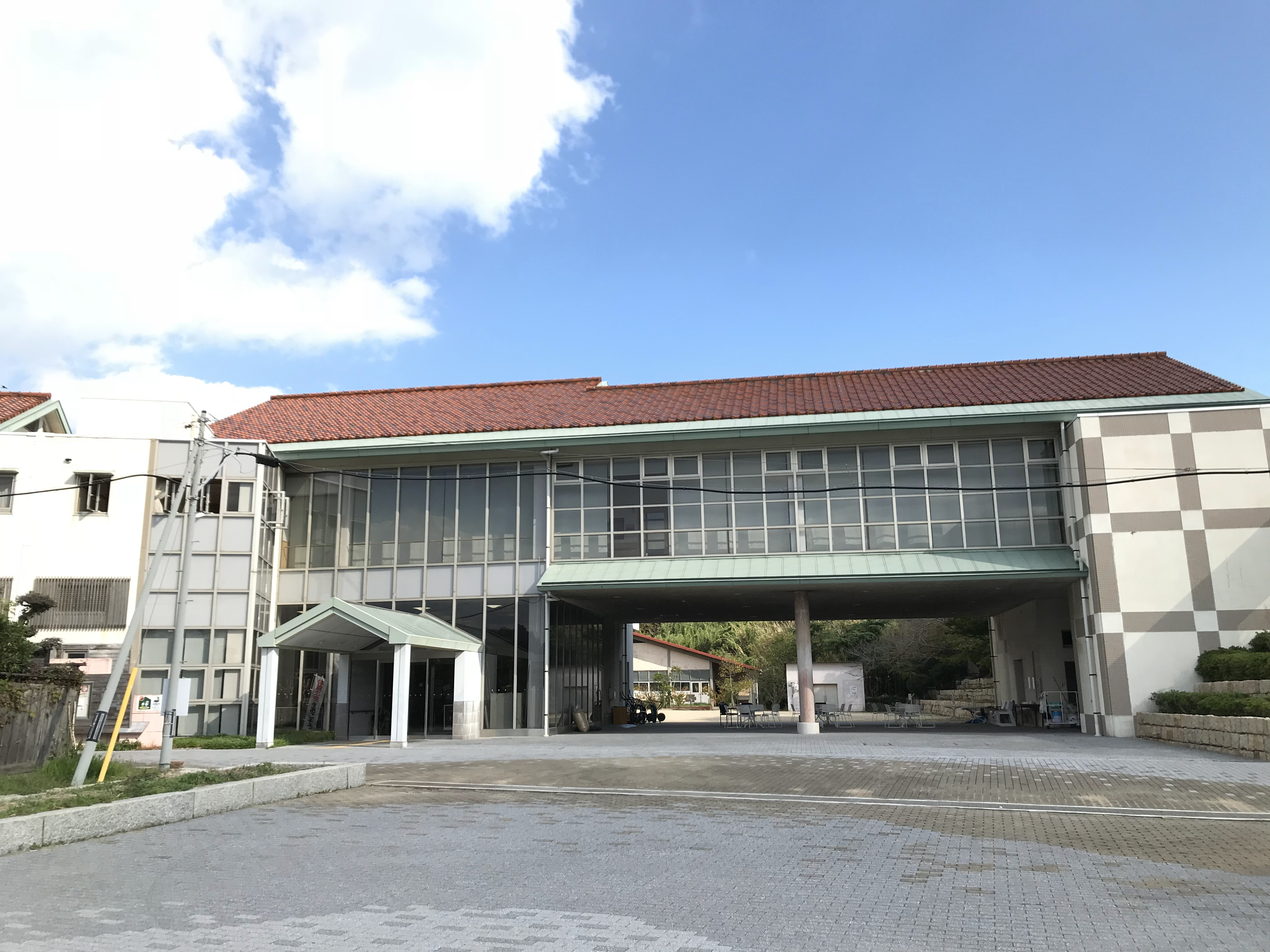
犬島自然の家　正面
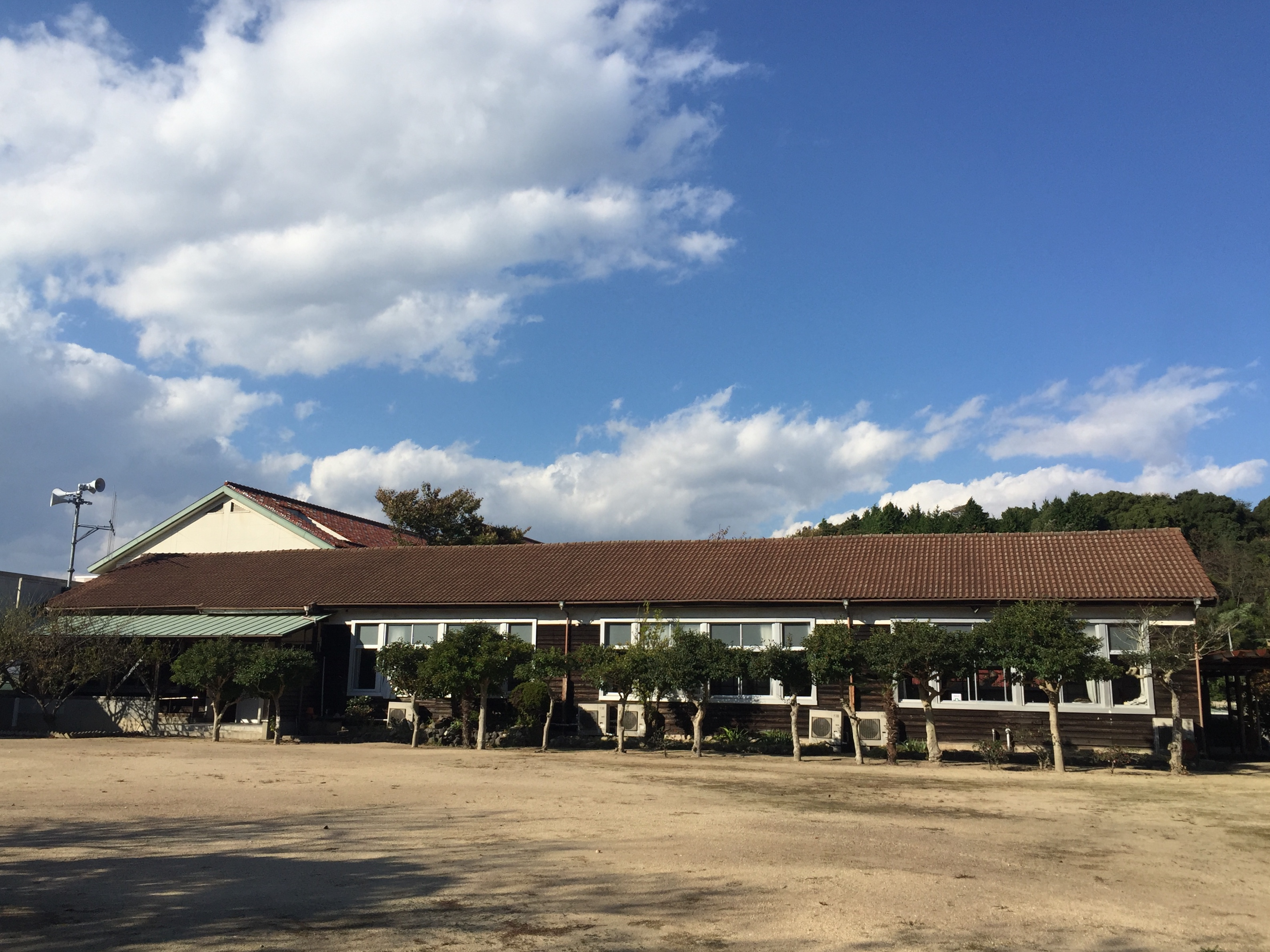
旧岡山市立犬島小学校
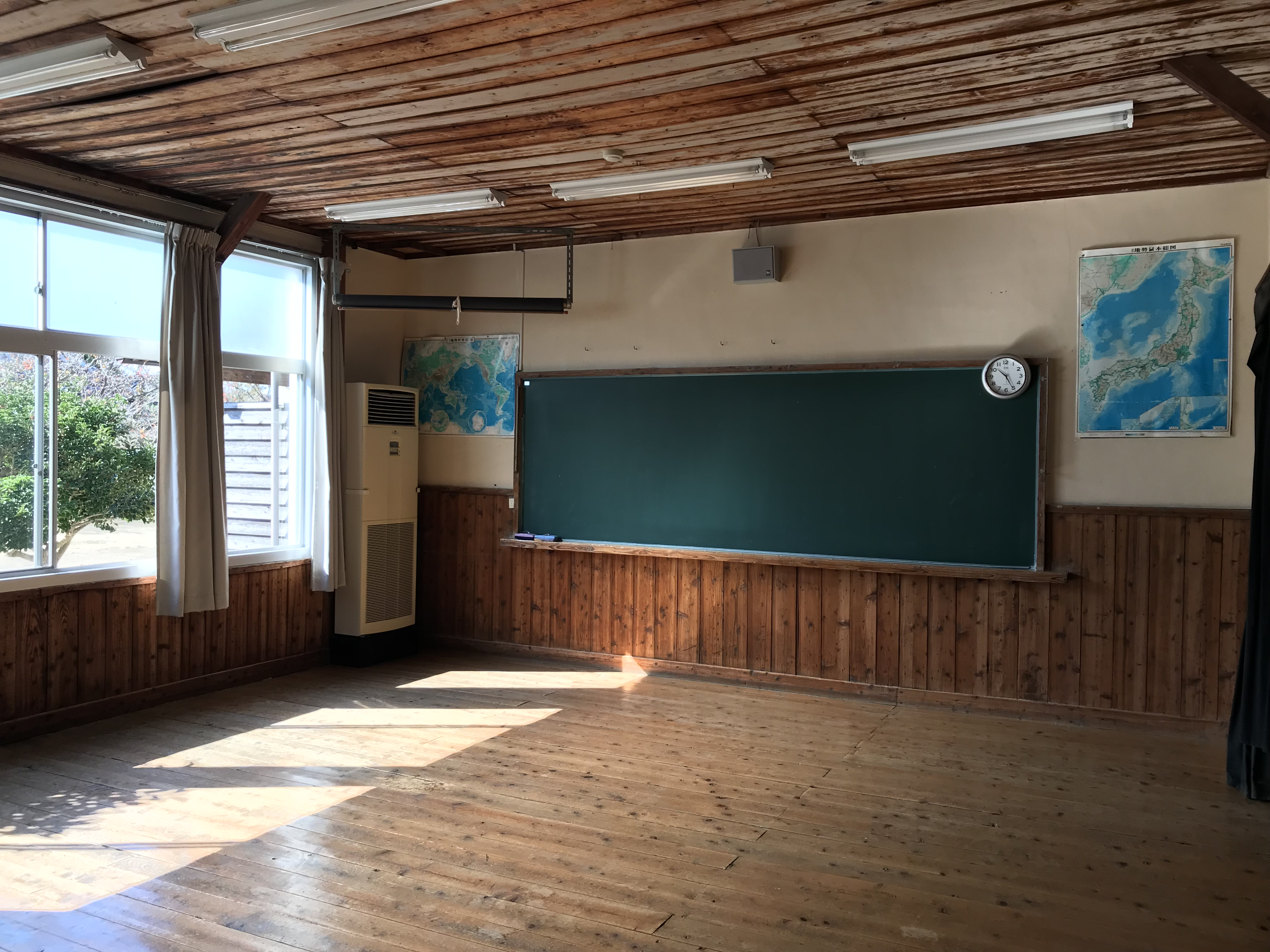
犬島学園旧校舎
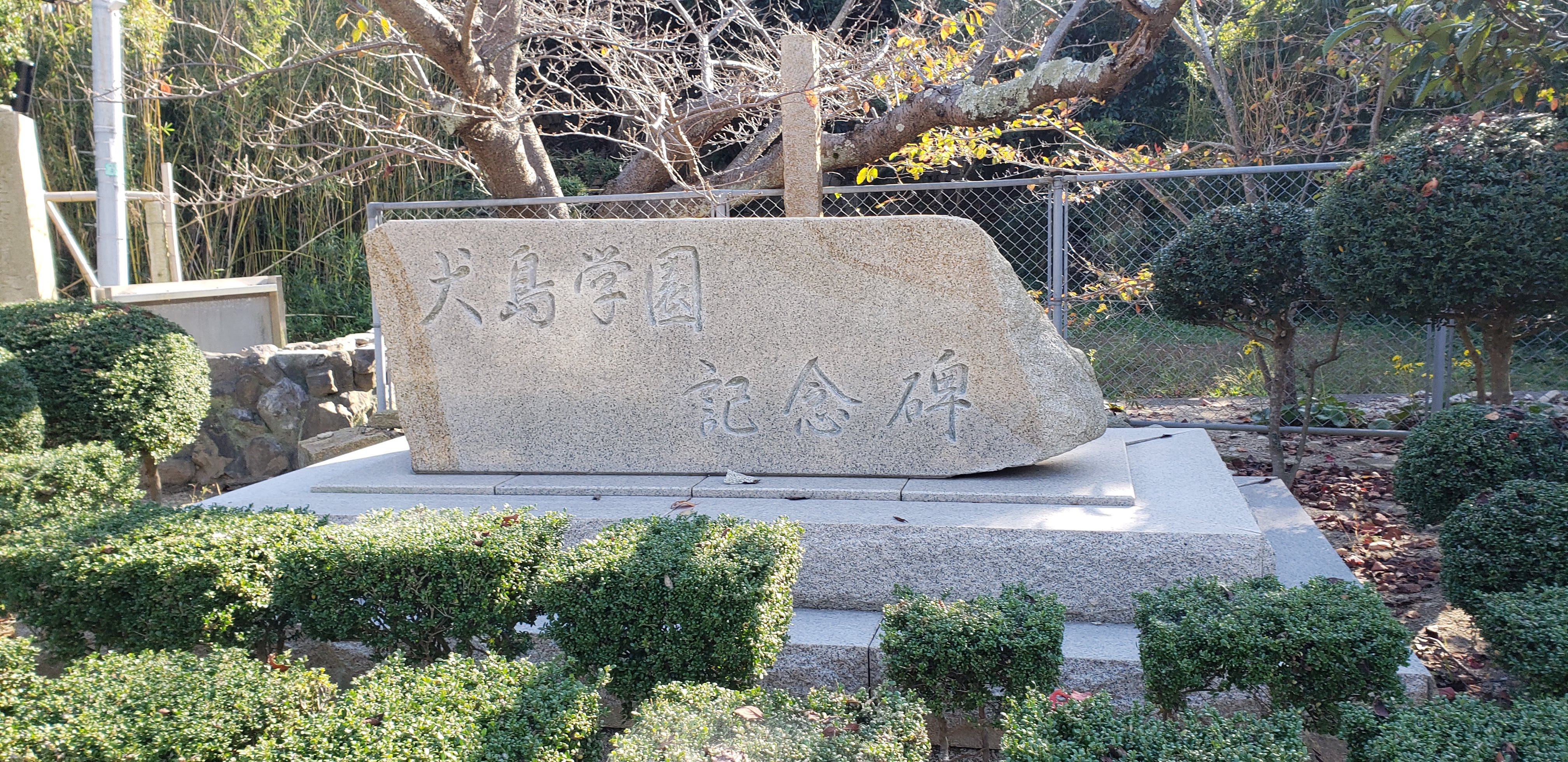
犬島学園記念碑
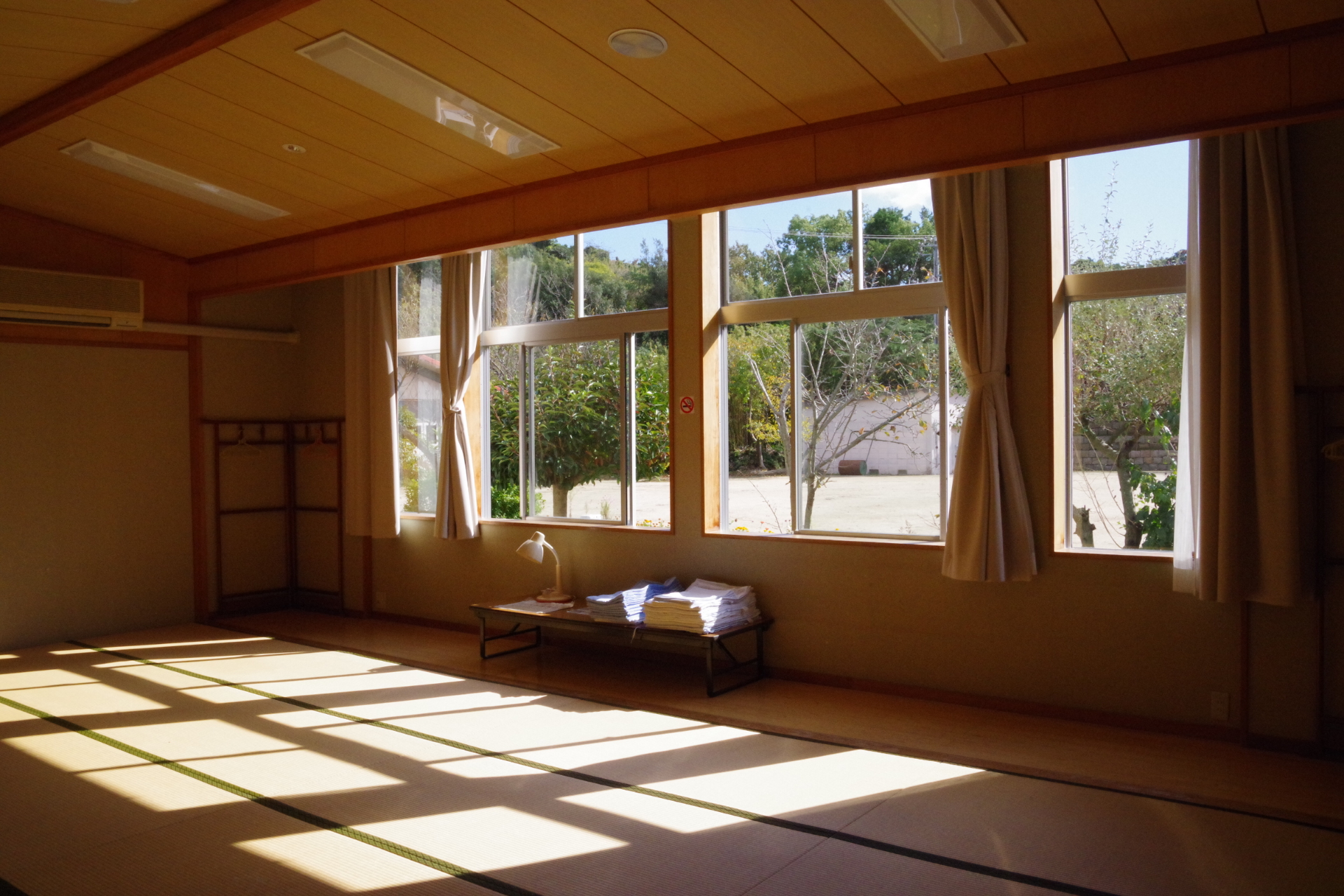
犬島自然の家　宿泊棟
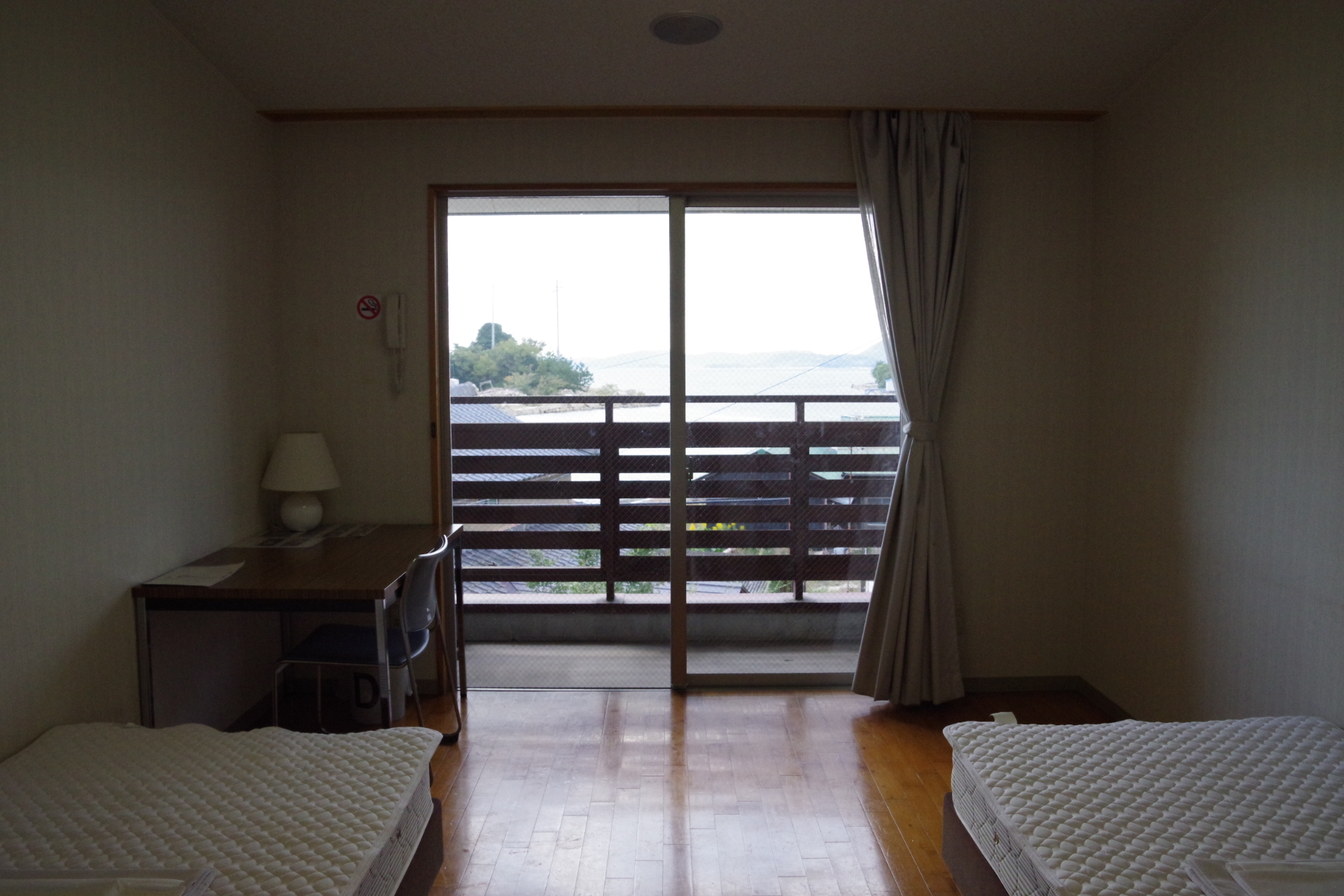
犬島自然の家　宿泊棟
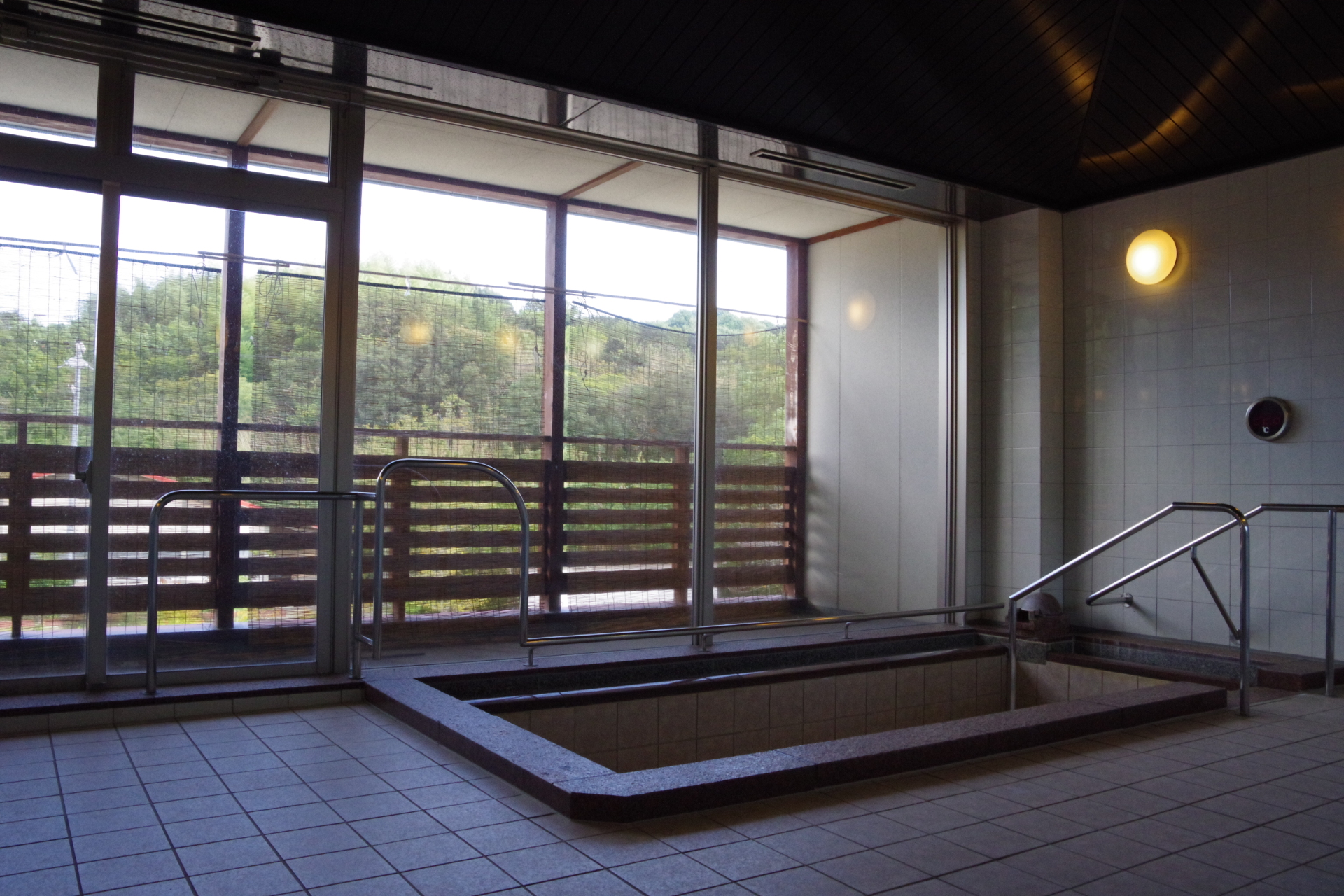
犬島自然の家　浴槽
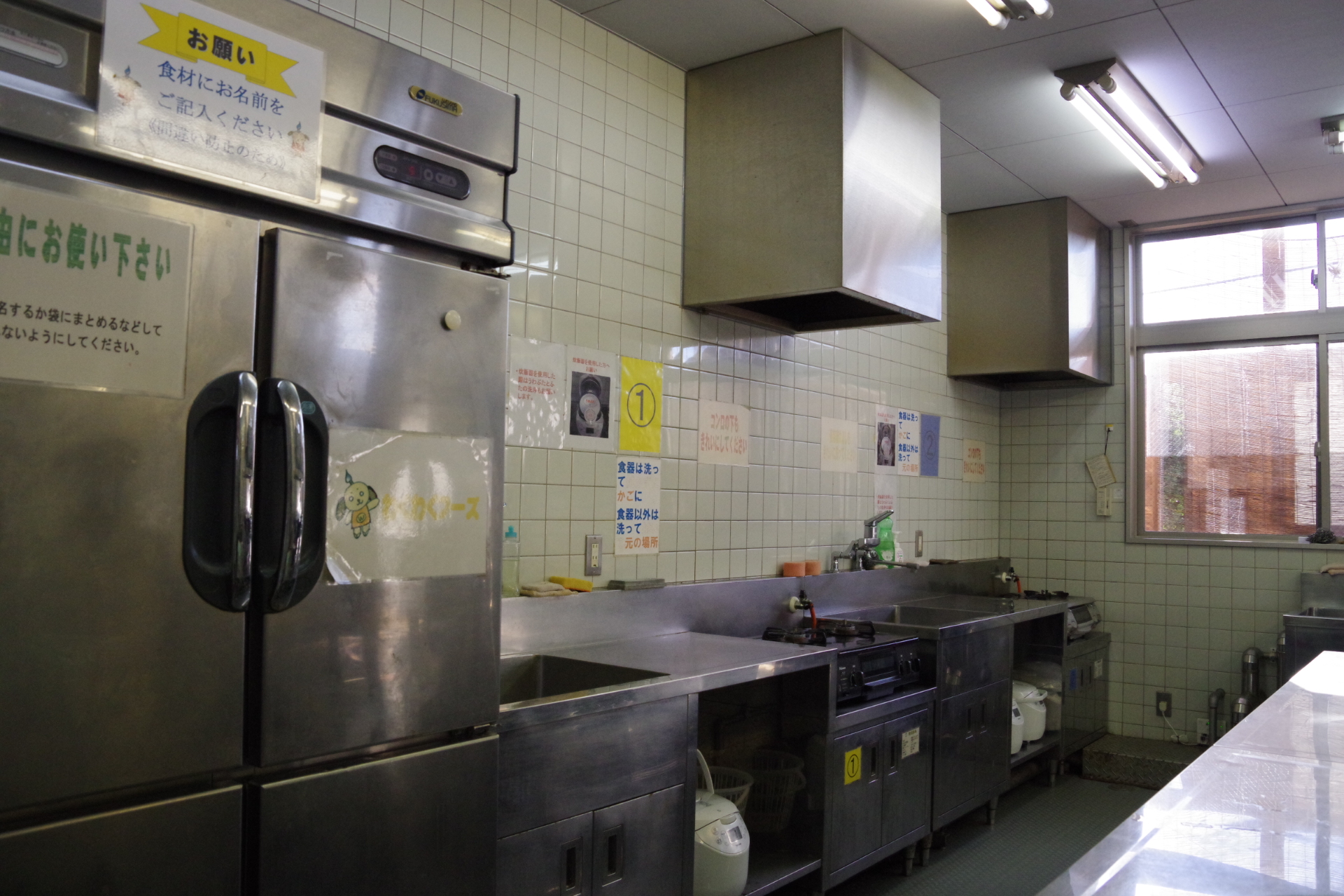
犬島自然の家　厨房
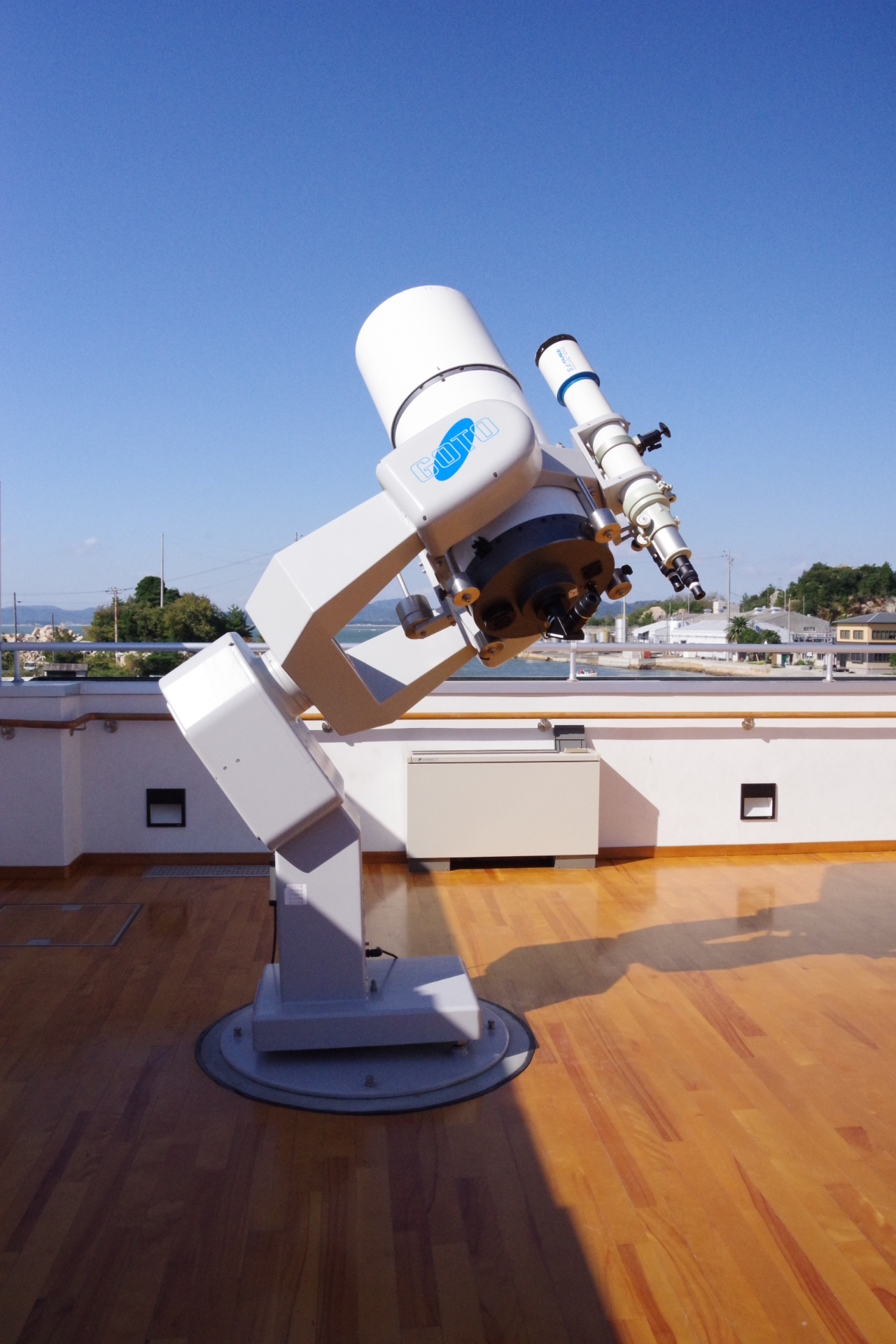
犬島自然の家　天体観測室
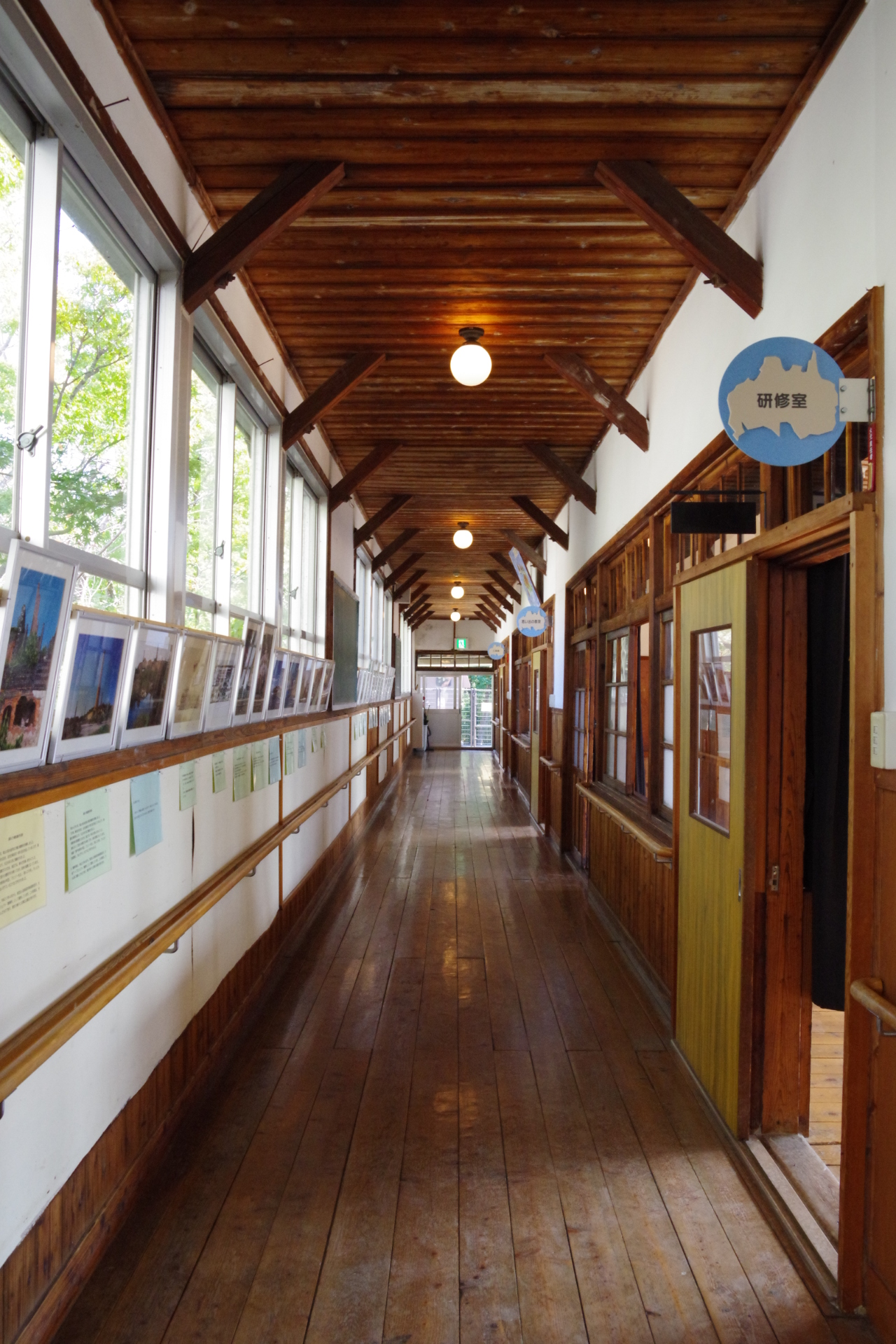
犬島自然の家　学習棟